# Магніторецепція

Свійські голуби можуть знайти дорогу додому, використовуючи свою здатність відчувати магнітне поле Землі та інші зовнішні сигнали, які допомагають їм в орієнтуванні.

Магнітореце́пція (вживання терміна відоме з 1972 року, англ. magnetoception, або англ. magnetoreception, від лат. receptio — «відчуття», «сприйняття») — це чуття, яке дає організмові змогу відчувати магнітне поле, що дозволяє визначати напрямок руху, висоту, або розташування на місцевості. Це відчуття розглядається як пояснення феномену біонавігації у безхребетних та комах, а також як засіб розвитку в тварин орієнтування у регіональних екосистемах. При застосуванні магніторецепції як засобу й способу навігації, організм має справу із виявленням магнітного поля Землі та його напрямку.
Магніторецепцію спостерігали у бактерій, у таких безхребетних як плодові мухи, лобстери та медоносні бджоли. Це відчуття також присутнє і у деяких хребетних, зокрема — птахів, черепах, акул та деяких скатів. Твердження про присутність магніторецепції у людини є контроверсійним, і досі не було підтверджене науково.
Вчений К.Шультен, вивчаючи реакцій переносу електронів у фотосинтезі (швидкими триплетами, збудженими станами молекул з парою електронів з паралельними спінами) , показав, що магнітні поля можуть впливати на біологічно відповідні реакції (в т.ч. навігацію птахів у магнітному полі Землі).

## Запропоновані пояснення феномену
Недвозначна демонстрація використання живими організмами магнітних полів для орієнтації у просторі, проявилася у певного класу бактерій, відомого як магнетотактичні бактерії. Ці мікроорганізми демонструють біхевіоральний феномен, відомий під терміном магнетотаксис, який полягає у тому, що бактерія орієнтується та коригує напрямок свого руху вздовж ліній магнітного поля Землі. Такі бактерії мають магнетосоми — частинки магнетиту або сульфіду заліза, розташовані всередині бактеріальних клітин. Кожна окрема бактеріальна клітина працює, фактично, як магнітний дипо́ль. Вони поєднуються у ланцюжки, в яких дипольний момент кожної магнетосоми вирівнюється паралельно до всіх інших, тим самим надаючи такій бактерії перманентних магнітних характеристик. Ці ланцюжки формуються симетрично, що дозволяє зберегти кристалічну структуру клітин. Вважається, що такі бактерії мають перманентну магнітну чутливість.
Механізм дії магніторецепції у тварин залишається нез'ясованим, проте існують дві головні гіпотези, здатні пояснити це явище. За однією з моделей, якщо піддавати криптохроми освітленню синього спектру, вони активізуються та формують пару із двох радикалів (молекул із єдиним неспареним електроном), при чому спіни таких двох непарних електронів корелюють між собою. Навколишнє магнітне поле здійснює вплив на прояв цієї кореляції (паралельна або анти-паралельна), а це, у свою чергу, впливає на тривалість часу, протягом якого криптохроми залишаються у своєму активованому стані. Активація криптохромів може спричинити зміну світлочутливості нейронів сітківки, а як результат — птах може «побачити» магнітне поле. Магнітне поле Землі становить лише 0.5 гауса, а тому дуже важко збагнути, у який спосіб воно може спричинити будь-які хімічні зміни, окрім тих, при яких воно здійснює вплив на слабкі магнітні поля між парами радикалів. Саме тому криптохроми вважаються визначальними для світлозалежної здатності плодової мухи Drosophila melanogaster відчувати магнітні поля.
Інша запропонована модель механізму магніторецепції базується навколо Fe3O4, відомого також як оксид заліза (II, III), або магнетит, і який є природним оксидом із сильним магнетизмом. Оксид заліза (II, III) залишається постійно намагніченим, якщо його довжина є більшою за 50 нм, а намагнічується він тоді, коли перебуває під дією магнітного поля при довжині, меншій ніж 50 нм. В обидвох цих ситуаціях магнітне поле Землі, в результаті фізичного впливу на цей чутливий до магнітних коливань оксид, спричинює утворення сигналів, які можуть бути сприйняті організмом.
Іншим, менш поширеним типом механізму чуття магнітних полів у тварин, який був детально описаний, є індуктивні методи чуття, які використовуються акулами, скатами та химероподібними (хрящові риби). Ці види мають унікальні електрорецепторні органи чуття, відомі як ампули Лоренціні, за допомогою яких можна виявляти найслабші варіації електричного потенціалу. Ці органи утворені із заповнених слизом каналів, що ведуть із пор у шкірі до невеличких мішечків у плоті тварини, які теж заповнені слизом. Ампули Лоренціні здатні виявляти потоки постійного струму, а тому було висловлено припущення, що ці органи чуття тварини використовують для розпізнавання слабких електричних полів здобичі та хижаків. Існує також ймовірність, що ці органи здатні відчувати й магнітні поля, за законом Фарадея: якщо електропровідник рухається крізь магнітне поле — генерується електростатичний потенціал. У цьому випадку провідником є тварина, яка рухається крізь магнітне поле, а потенціал, який утворюється, залежить від часових варіацій швидкості електричного потоку, що проходить крізь провідник, відповідно до формули
Ці органи здатні виявити дуже незначні коливання у різниці потенціалів між порами та основою електрорецепторного мішечка. Підвищення потенціалу провокує послаблення нервової активності, а зниження потенціалу, відповідно, спричиняє підсилення нервової активності. Такий стан речей — аналогічний явищам, що відбуваються у електропровіднику, по якому проходить струм: при сталому електричному опорі каналу, підвищення потенціалу спричинить зниження виявленого струму, і навпаки. Згадані рецептори розташовані вздовж рота й носа акул та скатів.

## У безхребетних

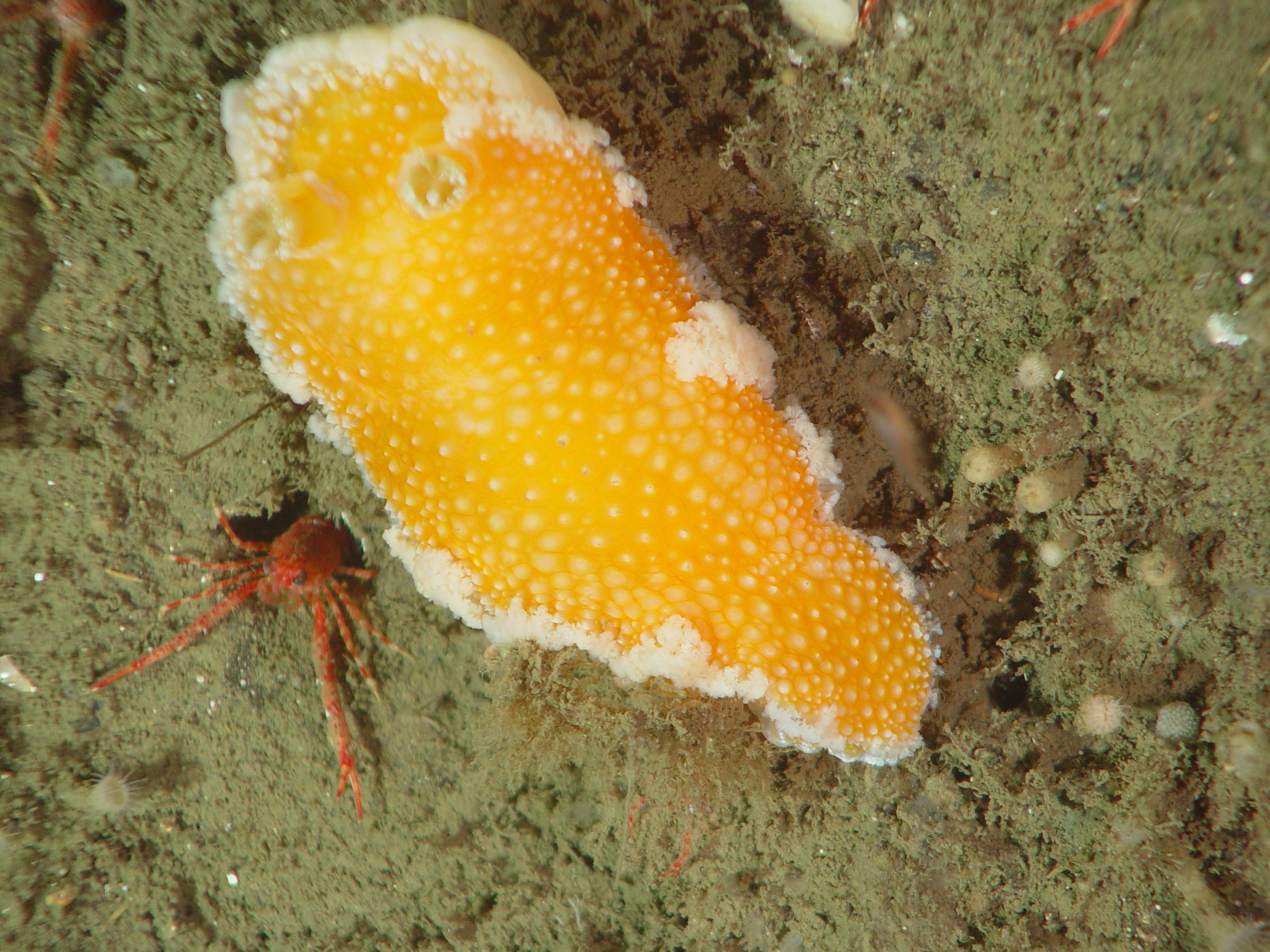
Морський вид Tochuina tetraquetra, із помаранчевих голозябрових молюсків, схоже, орієнтується за допомогою магнітних полів.

Молюск Tochuina tetraquetra (раніше відомий як Tritonia diomedea або Tritonia gigantea) був об'єктом досліджень, які проводилися з метою виявити якісь ознаки, що змогли б пояснити нервово-клітинний механізм, який є основою магніторецепції в організмах цього виду. Деякі із найбільш ранніх праць із особинами виду Tochuina продемонстрували, що перед настанням повного місяця, особини Tochuina спонтанно скеровували свої тіла в напрямку геомагнітного північного сходу. З дослідницькою метою було створено лабіринт у формі літери Y, із магнітним полем, в якому правий напрямок відповідав геомагнітному півдню, а лівий — геомагнітному сходу. В межах цього магнітного поля 80 % особин Tochuina, які перебували в лабіринті, на розвилці повертали вліво, тобто в напрямку геомагнітного сходу. Однак після реверсії магнітного поля, при якій магнітна північ опинилася на 180° від початкової точки, молюски не віддавали помітної переваги жодному із доступних напрямків, які зараз відповідали магнітній півночі (правий) та магнітному сходу (лівий). Хоча ці результати й були досить цікавими, однак вони не остаточно підтверджують те, що молюски виду Tochuina використовують магнітні поля через магніторецепцію. Під час проведення даних експериментів не було забезпечено контролю над активацією котушки Рубенса при застосуванні реверсу магнітного поля. Тому існує ймовірність, що тепло або шум, які генерувалися котушкою, були відповідальними за те, що молюски не вибрали якогось конкретного напрямку, який за інших умов був би для них пріоритетним. Подальша робота із особинами Tochuina не спромоглася ідентифікувати будь-які нейрони, які б проявили швидкі зміни у своїй роботі як результат впливу магнітних полів на них. Однак, нейрони у ніжці (Pd5) — два бісиметричні нейрони, що містяться у межах ганглія у молюска Tochuina, продемонстрували поступову зміну частоти активацій цих нейронів з часом, яка починає проявлятися через 30 хвилин магнітної стимуляції під дією котушки Рубенса. Подальші дослідження виявили, що нейрони, які містяться у ганглії ніжки молюска Pd7, проявили ознаки стримування, яке стало наслідком 30-хвилинного впливу на них магнітного поля, утвореного котушкою Рубенса. На даний час (станом на 2014 рік) функція нейронів Pd5 та Pd7 залишається нез'ясованою.

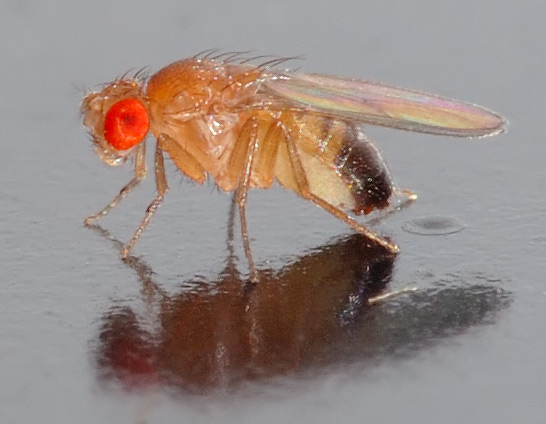
Плодова муха Drosophila melanogaster потребує криптохромів, аби реагувати на магнітні поля.

Дрозофіла чорночерева є ще одним представником безхребетних, який може мати здатність до орієнтування за допомогою магнітних полів. Експериментальні методи досліджень, такі як видалення окремих генів, дозволили краще дослідити ймовірність магніторецепції у цих плодових мух. Різноманітні штами дрозофіл були привчені реагувати на магнітні поля. Під час проведення преферентивного тесту комах поміщали у спеціальну конструкцію із двома рукавами, обмотаними електричним дротом. Струм проходив по кожній із цих «котушок», але лише одна з них була налаштована так, аби створювати магнітне поле силою у 5 гаусів. Мухи, що перебували в цій конструкції (у формі літери Т), були протестовані на наявність у них вродженої здатності розпізнавати присутність магнітного поля у одному із рукавів, а також на те, як вони реагували на тренування, спрямоване навчити їх розпізнавати магнітні поля, яке, в разі успішного виконання завдання, завершувалося нагородою у формі сахарози. Чимало таких штамів мух проявили чутливість до магнітного поля після проведення тренувань. Однак після видалення єдиного криптохрома із гена Cry1 шляхом міссенс-мутації, або заміни гена Cry, мухи втрачають чутливість до магнітних полів. Більше того, якщо вхідне освітлення фільтрують, пропускаючи лише ті світлові хвилі, довжина яких є більшою ніж 420 нм, Drosophila теж втрачає свою здатність розпізнавати магнітні поля. Така реакція на фільтрацію освітлення, ймовірно, пов'язана зі світловим робочим спектром криптохрома мухи, діапазон якого становить від 350 нм до 400 нм, а плато — від 430—450 нм. Хоча дослідники раніше й вважали, що трійця триптофанів у криптохромі є відповідальною за наявність вільних радикалів, на які магнітні поля можуть мати вплив, однак останні експерименти із дрозофілами виявили, що триптофан може й не мати жодного стосунку до магніторецепції, пов'язаної з криптохромами. Зміна або заміна триптофанового протеїну в результаті не спричиняє втрати магніточутливості в мух, які мають криптохром типу Cry1, або ж криптохром, який можна знайти і в хребетних — Cry2. Таким чином, досі залишається нез'ясованим, яким чином криптохроми уможливлюють магніторецепцію. В цих експериментах було використане магнітне поле потужністю у 5 гаусів — у 10 разів потужніше, аніж магнітне поле Землі. Дрозофіли не проявили здатності реагувати на значно слабше земне магнітне поле.

## У свійських голубів
Свійські голуби із розвиненим інстинктом дому здавна були відомі своєю здатністю використовувати магнітні поля, як частину своєї складної навігаційної системи. Дослідницькі праці Вільяма Кітона продемонстрували, що свійські голуби, якщо штучно і раптово змінити їх звичний розпорядок дня (змістити у часі), — проявляють нездатність вірно орієнтуватися у просторі при сонячній погоді та безхмарному небі. Причиною такого стану речей вважався той факт, що голуби, які зазвичай орієнтуються за сонцем, протягом дня поступово коригують свою просторову орієнтацію разом зі зміною положення сонця на небі; тоді як після примусового відтермінування їх ранкового вильоту надвір, голуби виявилися нездатними виконати таку корекцію правильно. Натомість, якщо голубів випускали назовні із значним запізненням, але при похмурій, хмарній погоді, їхня навігація працювала безпомилково. Це привело до виникнення гіпотези, згідно з якою, за наявності певних умов, просторове орієнтування у свійських голубів «перемикається» на сприйняття магнітних полів. Подальші експерименти з магнітами, прикріпленими до спин цих голубів, продемонстрували, що порушення спроможності птахів відчувати магнітне поле Землі призводить до втрати здатності до навігації при похмурих погодних умовах. У роботі явища магніторецепції у свійських голубів задіяні два механізми: механізм на основі пари вільних радикалів, що проявляється через бачення птаха («видиме магнітне поле»), та механізм компаса магнітного напряму або нахилу, на основі магнетитів. Новіші тести у цій галузі показали, що голуби здатні виявляти магнітні аномалії силою до 186 мікротесл (1.86 гаусів).
У преферентивному тесті птахів тренували застрибувати на платформу на одному кінці тунелю, якщо у ньому було відсутнє магнітне поле, або на платформу на іншому його кінці, якщо магнітне поле було присутнє. У цьому тесті птахів заохочували їстівною винагородою, а карали — відстроченням часу годівлі. Свійські голуби проявили здатність робити правильний вибір у 55 %-65 % випадків, що є вищим показником, аніж можна було б очікувати, якби голуби просто вгадували, а не вибирали. Здатність голубів виявляти магнітні поля можна погіршити шляхом застосуванням лігокаїну — анестетика — до слизової оболонки носа. Окрім того, розщеплення трійчастого нерва призводить до втрати здатності виявляти магнітні поля, тоді як розщеплення нюхового нерва не має жодного впливу на чуття до магнітних полів у свійських голубів. Ці результати досліджень дозволяють припустити, що магнетит, розташований у дзьобі голуба може бути відповідальним за магніторецептивне чуття опосередковано через трійчастий нерв. Однак, не знайшлося доказів того, що магнетит, розміщений у дзьобах голубів, може якимось чином реагувати на настільки слабке магнітне поле, як земне. А тому рецептор, відповідальний за магніточутливість у свійських голубів, так і не був визначений остаточно.
Окрім сенсорного рецептора для сприймання магнітних коливань, у свійських голубів дослідження проводилися також над нейронними зонами, які ймовірно є причетними до обробки мозком інформації щодо магнітних полів. До ділянок мозку, у яких проявилося підвищення активності, як реакція на магнітні поля силою у 50 або 150 мікротесл, належать: задні вестибулярні нервові ядра, таламус, гіпокамп та мозковий плащ.
Як було зазначено вище, голуби першими наштовхнули людей на думку про наявність магніторецепції у тварин, яка може використовуватись для навігації. А тому вони були першочерговими об'єктами досліджень, спрямованих на вивчення й розуміння механізмів магніторецепції. Точний механізм роботи магніторецепції у голубів, однак, не був визначений, а тому досі незрозуміло, чи голуби покладаються виключно на опосередкований через криптохром рецептор, чи на магнетит, що міститься у дзьобах птахів.

## У домашніх курей
Домашні кури мають відкладення залізних мінералів у дендритах верхньої частини дзьоба, завдяки чому є здатними до магніторецепції. Зважаючи на те, що кури отримують інформацію щодо напрямку руху із магнітного поля Землі, аби орієнтуватися на відносно малих теренах, обрізання дзьобів у них послаблює їх здатність орієнтуватись у замкнутих розгалужених системах, або заходити чи виходити з будівель у відкритих системах із вільним вигулом.

## У ссавців

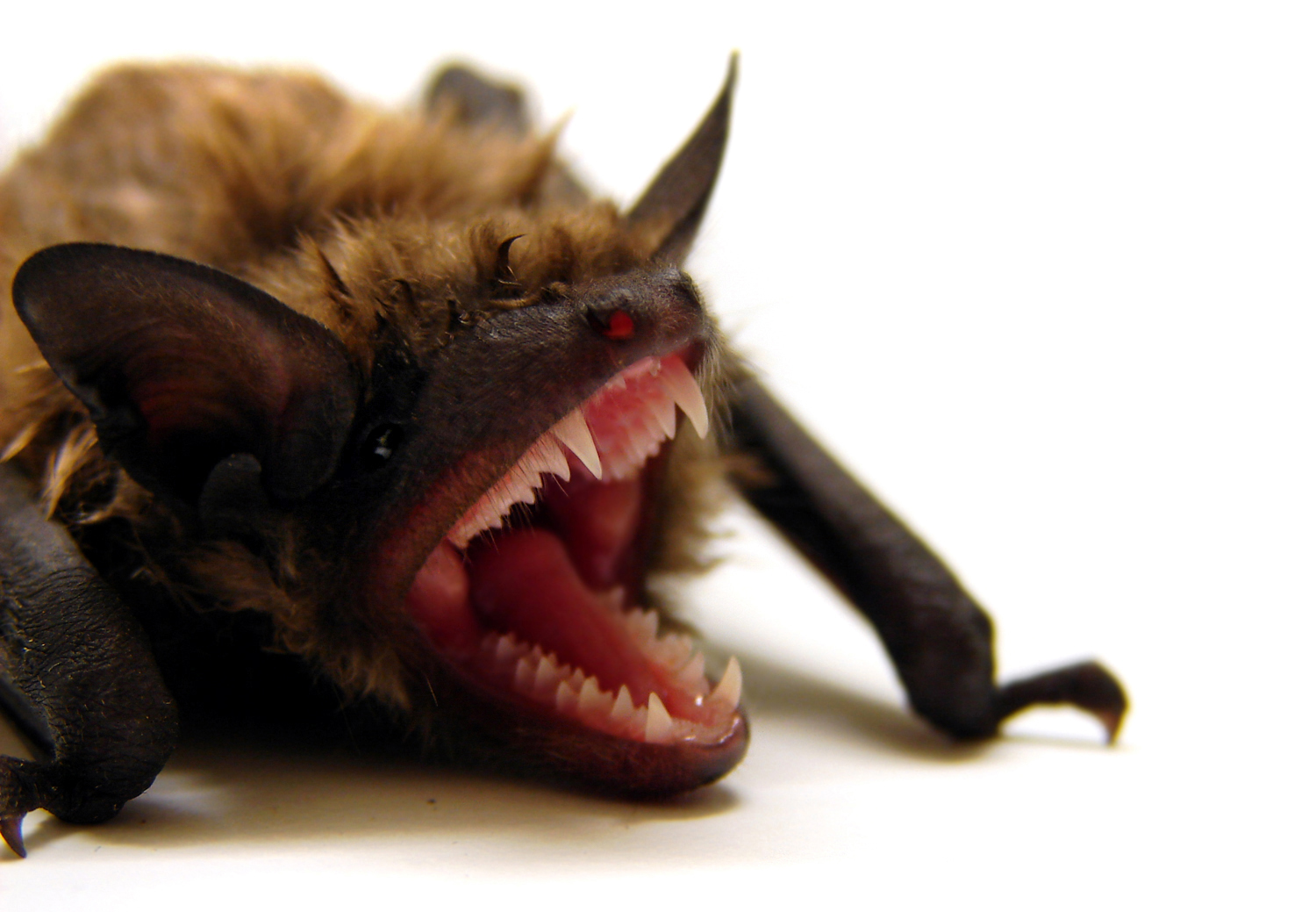
Деякі ссавці, в тому числі великий бурий кажан (Eptesicus fuscus), можуть використовувати магнітні поля для орієнтації у просторі.

Дослідження з мишами, сліпаками та кажанами виявили, що деякі ссавці теж мають здатність до магніторецепції. Якщо лісових мишей перемістити кудись за межі їхнього житла та прилеглих територій, і при цьому позбавити будь-яких візуальних та нюхових орієнтирів, вони все одно знаходять шлях до своєї домівки (у даних експериментах — клітки, у якій вони проживали) — аж доки до їхньої клітки не застосують інвертоване магнітне поле (тоді вони втрачають всі орієнтири і не можуть знайти шляху додому). Проте, якщо ці ж самі миші отримують доступ до візуальних орієнтирів, вони здатні знайти шлях додому незважаючи на інвертоване магнітне поле. Це означає, що лісові миші для орієнтації у просторі використовують магнітні поля, за умови, що немає більше жодних інших орієнтирів окрім даного. Однак всі ці дослідження піддавалися значній критиці через труднощі, пов'язані із необхідністю цілковитого усунення всіх сенсорних орієнтирів, а також зважаючи на той факт, що у деяких із цих експериментів магнітне поле змінювали ще до початку тестування, замість того, аби змінювати його вже в ході експерименту. Тому, зважаючи на час активації магнітних полів, результати даних експериментів не дають остаточного й однозначного підтвердження того, що лісові миші використовують магніторецепцію для орієнтації у просторі за умови відсутності інших орієнтирів.
Дослідження, які проводилися із підземними ссавцями, видом Fukomys amatus родини землекопових, привели до висновків, що ці тварини використовують магнітні поля як компас, який допомагає їм знаходити місця розташування своїх гнізд. На противагу дослідженням із лісовими мишами, замбійські сліпаки (Fukomys amatus) не проявили жодної зміни поведінки при наявності чи відсутності візуальних орієнтирів, таких, як сонячне світло, наприклад. Цей результат пояснювали підземним способом життя гризунів. Подальші дослідження магніторецепції у цього виду землекопів привели до висновку, що при перебуванні гризуна в сильному магнітному полі підвищується нервова активність у верхньому горбику його мозку, що проявилося у формі активації безпосередніх ранніх генів. Рівень активності нейронів на двох рівнях верхнього горбика мозку — у зовнішньому підшарі безпосереднього сірого шару та в глибшому сірому шарі — піднявся у неспецифічний спосіб в момент, коли гризуни піддавалися впливу різноманітних магнітних полів. Однак, у випадку із внутрішнім підшаром безпосереднього сірого шару (InGi), було два чи три кластери клітин, що проявили активність. І чим більше часу гризуни піддавалися дії магнітного поля, тим сильнішою була реакція безпосередніх ранніх генів всередині InGi. Натомість, якщо гризунів поміщали у магнітне поле та оточували бар'єром, який пропускав лише незначну частину магнітної енергії, у мозку тварин активувалися лише декілька розкиданих, поодиноких клітин. Тому було зроблено висновок, що у ссавців верхній горбик мозку є важливою для опрацювання магнітної інформації нервовою структурою.
Існує ймовірність, що кажани теж використовують магнітні поля для просторового орієнтування. В той час як вченим відомо, що кажани використовують ехолокацію для навігації на коротких дистанціях, залишається незрозумілим, як вони орієнтуються на дистанціях значно більших. Якщо кажана виду Eptesicus fuscus забрати із його домашнього сідала та помістити в магнітне поле, зміщене на 90 градусів за годинниковою стрілкою або проти неї відносно магнітної півночі, вони виявляються дезорієнтованими, і, намагаючись знайти шлях додому, летять у хибному напрямку. Тому видається ймовірним, що кажани Eptesicus fuscus мають здатність до магніторецепції. Однак реальний механізм впливу магнітних полів на кажанів залишається нез'ясованим, оскільки магнітне поле для них може працювати або як карта, компас, або ж як калібратор компаса. Пізніші дослідження, які проводилися над іншим видом кажанів, Myotis myotis, виявили деякі ознаки, що підтримують гіпотезу, за якою кажани використовують магнітні поля лише як калібратор компаса, тоді як основним компасом для них є сонце.
Руді лисиці (Vulpes vulpes) можуть використовувати магніторецепцію під час полювання на дрібних гризунів. Коли вони виконують свої наскоки на дрібних жертв, таких як миші або полівки, найчастіше вони стрибають у північно-східному компасному напрямку. Окрім того, серед успішних атак переважає саме північний напрямок, тоді як напади в усіх інших напрямках завершуються безуспішно.
Собаки здійснюють акт дефекації, розташовуючись на північ, можливо, за цього відбувається експресія криптохрому. 
Існують також свідчення, які дозволяють говорити про присутність магніторецепції й у великих ссавців. Під час відпочинку або харчування на пасовиську велика рогата худоба, так само як і сарна європейська (Capreolus capreolus) та олень благородний (Cervus elaphus) зазвичай вирівнюють свої тіла вздовж південно-північного (N-S) напрямку. Оскільки вітер, сонце та наявність пагорбів та їх схилів можна було виключити із цього дослідження, як загальні, всюдисущі фактори, — лише вирівнювання тіл тварин вздовж вектора магнітного поля могло дати найбільш ймовірне пояснення для спостереженої поведінки тварин. Однак, зважаючи на описову суть цього дослідження, не можна було виключити й інші можливі альтернативні пояснення (напр., сонячний компас). У наступному, пов'язаному дослідженні, вчені проаналізували напрямки тіл жуйних тварин у місцевостях, в яких геомагнітне поле збурюється високовольтними лініями; метою цього дослідження було визначення того, яким чином локальні варіації у магнітних полях можуть вплинути на орієнтаційну поведінку тварин. Спостереження й розрахунки проводилися на основі сателітарних знімків та аерофотографій стад худоби, а також польових спостережень за оленями на пасовиськах. Просторова орієнтація тіл обидвох видів була нерегулярною під або поблизу високовольтних ліній. Більше того, худоба, яка опинялася під дією різноманітних магнітних полів безпосередньо під, або неподалік від ліній електромереж, спрямовуючись у різноманітних магнітних напрямках, утворювала своїм розташуванням цілком виразні візерунки. Такий збурювальний ефект високовольтних ліній зникав зі збільшенням відстані від них. Однак, у 2011 році група чеських науковців повідомила про невдалу спробу, використовуючи різноманітні знімки із Google Earth, відтворити результати згаданих досліджень.

## У людей
Кістки, що можуть взаємодіяти з магнітним полем, було виявлено і в людини в області носа, а саме — клиноподібна пазуха та решітчастий лабіринт. Наприкінці 1970-х дослідницька група Робіна Бейкера з Манчестерського університету почала проводити експерименти, спрямовані на виявлення ознак магніторецепції в людини: людей у цих експериментах дезорієнтували, після чого давали запитання щодо певних напрямків; відповіді піддослідних були точнішими, якщо до їх голів не прикріплювали магніт. Інші науковці пізніше стверджували, що вони не можуть відтворити ці ж результати у подібних експериментах. Дещо інші свідчення щодо наявності магніторецепції у людей з'явилися в результаті досліджень 2007 року: виявилося, що низькочастотні магнітні поля можуть спричинити викликаний потенціал у головному мозку людини.
Магніторецепція у людей може бути уможливлена і в штучний спосіб — через магнітні імплантати та зовнішні, непостійні, штучні «органи» чуття. Однак, такий підхід не дає майже ніякої інформації щодо вродженої здатності людей до магніторецепції.
Варто зауважити, що в людському оці був виявлений магніточутливий протеїн — криптохром-2. Але, зважаючи на брак інформації щодо того, яким чином криптохром робить можливою магніторецепцію в дрозофіл, досі не з'ясовано, чи криптохром, виявлений у людей, функціонує в такий самий спосіб, і чи він може використовуватись для магніторецепції.

## Проблеми
Найзначнішою проблемою, яка впливає на верифікацію магнітного чуття у тварин є те, що, незважаючи на понад 40 років досліджень явища магніторецепції, сенсорного рецептора все ще не було ідентифіковано. Беручи до уваги те, що ціла рецепторна система могла б поміститися в один кубічний міліметр, та при цьому мати магнітний вміст розміром менш ніж один ppm, стає очевидним, що вирізнити ті частини мозку, які могли б опрацьовувати таку інформацію — надзвичайно важко. У різноманітних організмів в механізмі магніторецепції був задіяний рецептор, який отримує інформацію через криптохроми. В той же час магнетитова система виявилася релевантною для магніточутливості птахів. Більше того, існує можливість, що обидва ці механізми водночас відіграють певну роль для виявлення магнітних полів організмами тварин. Така теорія дуалістичного механізму у випадку із птахами викликає багато запитань, зокрема — якщо цей маханізм справді відповідає за магніторецепцію у птахів, то наскільки кожен окремий метод відповідає за трансдукцію зовнішніх стимулів, та яким чином вони спричиняються до утворення сигналу, який може бути інтерпретований мозком птаха, і який є наслідком впливу настільки слабкого магнітного поля Землі.
Окрім того, залишається незрозумілим конкретне завдання, яке виконує магніторецепція у навігації тварин. Видається, що деякі тварини використовують своє магнітне чуття як карту, компас, інші — як калібратор компаса. Такий метод компаса дає змогу тваринам не лише визначати північний напрямок, а й дотримуватися конкретного, незмінного напрямку під час міграцій. Хоча здатність відчувати напрямок руху є важливою для міграційної навігації, чимало тварин можуть фіксувати також і незначні коливання у магнітному полі Землі, і на основі отриманої інформації вираховувати координатні карти із точністю до декількох кілометрів, а то й ще точніші. Наприклад, вважається, що птахи, такі як голуб свійський, використовують магнетит, який міститься у їх дзьобах, для виявлення магнітних дороговказів; отже, інформація, яку вони отримують таким чином із магнітних полів, ймовірно, є своєрідною картою місцевості. Однак існують альтернативні версії щодо магніторецепції у голубів, за якими ці птахи використовують криптохромовий рецептор, що надсилає до мозку інформацію у формі зорових (візуальних) сигналів, — як компас.
Завдання, які виконує магніторецепція у птахів та інших тварин можуть бути різними, однак вони важко піддаються дослідженням, та і самі ознаки магніторецепції залишаються слабкими. У численних експериментах, які проводилися з метою дослідження цього явища, вчені використовували потужніші магнітні поля, аніж магнітне поле Землі. В окремих дослідженнях, таких як експерименти із молюском Tritonia, використовувалися електрофізіологічні дані, отримувані із лише одного чи двох нейронів, тоді як багато інших дослідів проводилися навіть без цього.